# فرودگاه تاپا
فرودگاه تاپا (به انگلیسی: Tapa Airfield) (به زبان بومی: Tapa lennuväli) یک فرودگاه نظامی است که یک باند فرود بتن دارد و طول باند آن ۲۵۰۰ متر است. این فرودگاه در کشور استونی قرار دارد و در ارتفاع ۹۷ متری از سطح دریا واقع شده است.